# Архиепархия Загреба
Архиепархия Загреба (хорв. Zagrebačka nadbiskupija) — католическая архиепархия-митрополия латинского обряда в Хорватии с центром в столице страны городе Загреб. Одна из пяти архиепархий страны. Архиепархия Загреба — кафедра примаса Хорватии. Суффраганными епархиями для неё являются епархия латинского обряда города Вараждина и грекокатолическая епархия города Крижевцы. Латинское название архиепархии — «Archidioecesis Zagrebiensis».

## История

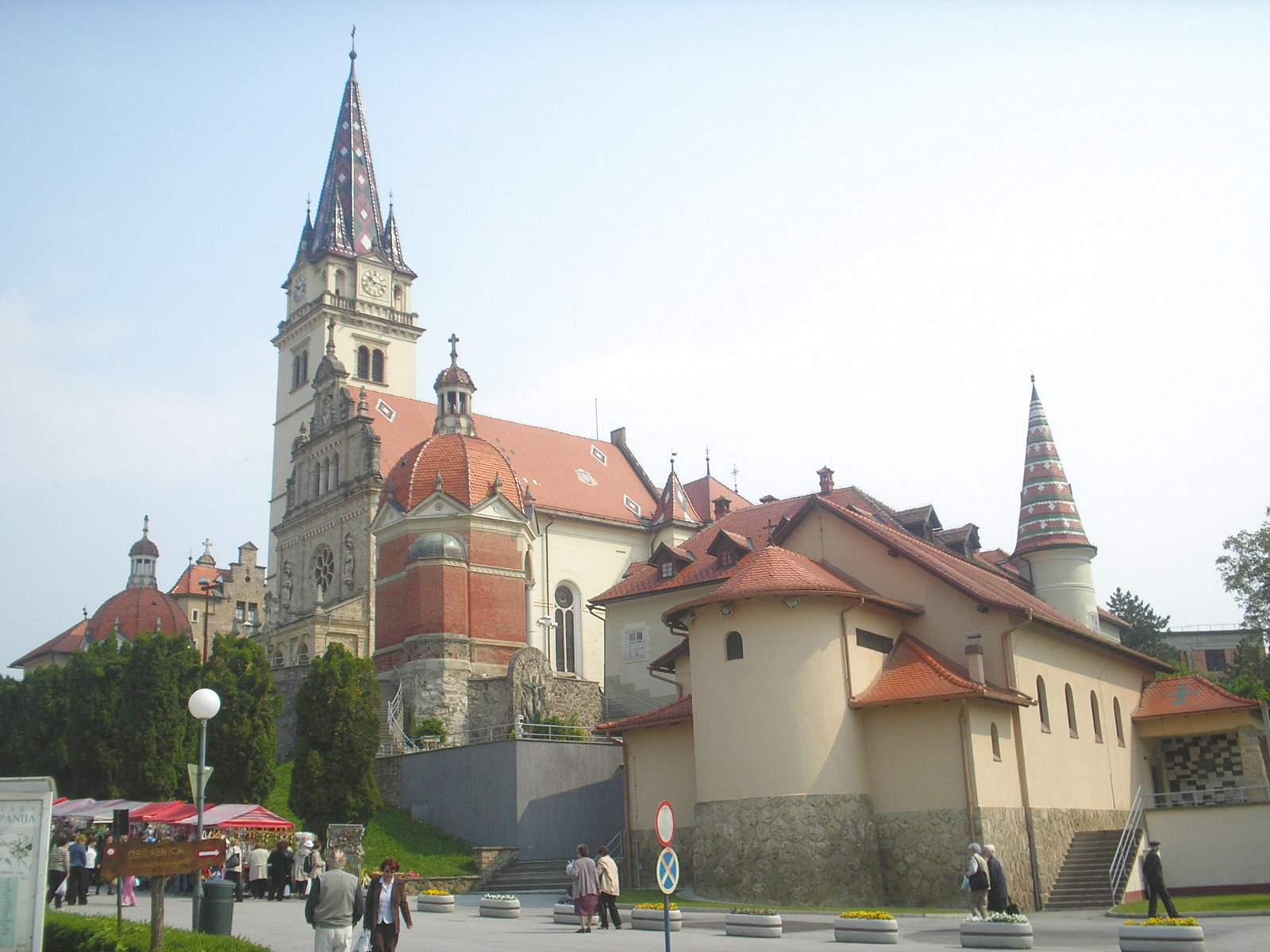
Базилика Девы Марии в Мария-Бистрице

В 1093 году венгерский король Ласло I Святой учредил епископство в поселении на холме Каптол. Эта дата считается датой основания Загреба. В то время населённые пункты Градец и Каптол, сейчас входящие в историческое ядро города Загреба, представляли собой два независимых поселения, единый город Загреб был окончательно сформирован только в XIX веке.
В 1852 году епархия была возведена в статус архиепархии, что должно было соответствовать столичному статусу города. В 1997 году была произведена реформа церковных провинций Хорватий, в результате которой из территории Загребской архиепархии были выделены две новые епархии с центрами в городах Пожега и Вараждин. Вараждинская епархия стала суффраганной по отношению к Загребу, а Пожегская епархия была передана под контроль митрополии Джяково-Осиек.
В 2009 году из территории архиепархии были выделены две новые епархии — епархия Сисака и Епархия Бьеловар-Крижевцы.

## Современное состояние
По данным на 2014 год в архиепархии Загреба насчитывалось 1 081 539 католиков (87,2 % населения), 570 священников и 206 приходов. Кафедральным собором архиепархии является собор Вознесения Девы Марии в Загребе. Два собора епархии носят почётный статус малой базилики — Базилика Сердца Иисуса в Загребе и Базилика Девы Марии в Мария-Бистрице. Базилика Девы Марии в Мария-Бистрице и Санктуарий святого Иосифа в Дубоваце (рядом с Карловацем) имеют статус национальных святынь, являются центрами паломничеств.
В настоящее время архиепархию возглавляет кардинал Йосип Бозанич (хорв. Josip Bozanić). В епархии служат три вспомогательных епископа — Мийо Горски, Валентин Позайч и Иван Шашко.

## Архиепископы
- кардинал Юрай Хаулик Вараяи (Juraj Haulik Váralyai) (1852—1869) в период 1837—1852 — епископ;
- кардинал Йосип Михайлович (Josip Mihalović) (1870—1891);
- Юрай Посилович (Juraj Posilović) (1894—1914);
- Антун Бауэр (Antun Bauer) (1914—1937);
- кардинал Блаженный Алоизие Степинац (Alojzije Stepinac) (1937—1960);
- кардинал Франьо Шепер (Franjo Šeper) (1960—1969);
- кардинал Франьо Кухарич (Franjo Kuharić) (1970—1997);
- кардинал Йосип Бозанич (Josip Bozanić) (1997—2023);
- архиепископ Дражен Кутлеша (Dražen Kutleša) (2023—).